# Ruby Rose
Ruby Rose Langenheim (sinh ngày 20 tháng 3 năm 1986), thường được biết đến với nghệ danh Ruby Rose là một người mẫu, DJ, nghệ sĩ lồng tiếng, diễn viên, người dẫn chương trình truyền hình, và cựu VJ của MTV người Úc. Rose bắt đầu nổi lên trên ánh đèn sân khấu với vai trò một người dẫn chương trình cho kênh MTV của Australia, sau nhiều hợp đồng biểu diễn thời trang cao cấp, đáng chú ý là gương mặt thương hiệu của Maybelline New York tại Australia. Bên cạnh sự nghiệp người mẫu của mình, cô đã đồng tổ chức các chương trình truyền hình khác nhau, cụ thể là Australia's Next Top Model và The Project của kênh Network Ten.
Rose bắt đầu theo đuổi sự nghiệp diễn xuất từ năm 2008, với vai diễn đầu tay trong phim Suite for Fleur của Australia. Năm 2013, cô có một vai diễn nhỏ trong phim Around the Block. Cô xuất hiện trong phần 3 và 4 của phim truyền hình Orange Is the New Black của kênh Netflix và nhận được nhiều lời khen ngợi. Cô  cũng xuất hiện trong nhiều bộ phim hành động như Resident Evil: The Final Chapter, xXx: Return of Xander Cage và John Wick: Chapter 2, tất cả đều được phát hành năm 2017....

## Sự nghiệp
Ruby Rose lần đầu tham gia cuộc thi tìm kiếm người mẫu Girlfriend vào năm 2002, cô đứng thứ hai sau Catherine McNeil. Trong năm 2010, cô hợp tác với hãng thời trang Úc Milk And Honey để thiết kế dòng thời trang riêng. Rose cũng phát hành một bộ sưu tập hợp tác với thương hiệu giày dép đường phố Gallaz.
Vào năm 2014, Rose bắt đầu cộng tác với Phoebe Dahl, thiết kế dòng thời trang đường phố Faircloth Lane. Cô xuất hiện chủ yếu trên các tạp chí thời trang lớn, bao gồm Vogue Úc, tạp chí InStyle, tạp chí Marie Claire, Cleo, Cosmopolitan, Maxim, Nylon và tạp chí Inked của New York. Cô là đại sứ Úc cho JVC, công ty quần áo Úc JAG và thương hiệu cao cấp Georg Jensen, Đan Mạch. Rose là gương mặt đại diện của Maybelline New York ở Úc.
Kể từ tháng 3 năm 2016, Rose trở thành gương mặt đại diện của American Decay Cosmetics.
Tháng 3 năm 2017, Rose  tham gia trong chiến dịch mới nhất của Nike"Kiss My Airs". Vào tháng 5, Rose là người đại diện của bộ sưu tập Swarovski 'Urban Fantasy' FW17 Collection.
Để giành được công việc làm MTV VJ tại Úc, Rose đã cạnh tranh với  hơn 2000 thí sinh khác trong một cuộc thi tìm kiếm quốc gia kéo dài ba tuần. Năm 2009, Rose giành giải ASTRA cho nhân vật nữ yêu thích. Cô cũng đến Kenya để"làm nổi bật... [công trình tuyệt vời]"do Global Vision International thực hiện. Cô xuất hiện trong tập"Media Virgins"của Next Top Model của Úc, với vai trò là một giám khảo khách mời, và cũng là phóng viên cho đêm chung kết của Next Top Model của Úc.
Vào tháng 7 năm 2009, Rose cùng với Dave Hughes, Charlie Pickering, Carrie Bickmore và James Mathison làm chủ trì chương trình talk show The 7pm Project. Phiên bản Australia Ultimate School Musical với Rose làm chủ trì được phát sóng vào năm 2010. Rose cũng chủ trì Foxtel Mardi Gras trong 3 năm liên tiếp trước khi trở thành phóng viên chính thức của Foxtel cho Thế vận hội mùa đông Vancouver vào năm 2010. Tháng 10 năm 2015, Rose dẫn chương trình trao giải MTV Europe Music Awards 2015 cùng với Ed Sheeran ở Milan.
Rose xuất hiện trong tập đầu tiên của gameshow Talkin Bout Your Generation. Năm 2008, cô  tham gia bộ phim hài kịch của Úc Suite For Fleur. Cô cũng xuất hiện cùng với Christina Ricci và Jack Thompson trong phim Around The Block năm 2013.
Rose tự sản xuất bộ phim ngắn Break Free năm 2014. Bộ phim khi phát hành được hàng triệu lượt xem trong một khoảng thời gian ngắn.
Năm 2015, Rose tham gia đóng Orange Is The New Black mùa 3. Rose vào vai Stella Carlin. Diễn xuất của Rose nói chung được khán giả đón nhận. Cô cũng tham gia đóng vai khách mời trong loạt phim khoa học viễn tưởng Dark Matter.
Trong năm 2016, Rose và Tom Felton lồng tiếng  phim hoạt hình Sheep And Wolves. Vào ngày 3 tháng 8, truyền thông đưa tin Rose cùng với Jason Statham đóng phim Meg của hãng Warner Bros - một bộ phim về đề tài cá mập dựa trên tiểu thuyết cùng tên; phim được phát hành năm 2018.
Trong năm 2016 và 2017, Rose xuất hiện trong ba phần tiếp theo của phim hành động, xXx: Return Of Xander Cage, cùng với Vin Diesel; Resident Evil: The Final Chapter vai Abigail, và John Wick: Chương 2, cùng với Keanu Reeves. Cô cũng tham gia bộ phim hài Pitch Perfect 3, được phát hành vào tháng 12 năm 2017. Ngày 20 tháng 6, cô được xác nhận đóng phim xXx: Return Of Xander Cage Sequel ‘xXx4’. Vào ngày 7 tháng 8 năm 2018, có tin rằng Rose đã được chọn vào vai Batwoman của Arrowverse.
Tháng 1 năm 2012, Ruby Rose phát hành đĩa đơn đầu tiên"Guilty Pleasure"với Gary Go. Vào tháng 11 năm 2016, Rose sản xuất và đạo diễn đĩa đơn"On Your Side"của The Veronicas.  Rose là một người ủng hộ nhiệt tình của nhiều tổ chức từ thiện, cô đã giành chiến thắng trong một trận đấu quyền anh từ thiện và đã đến Lào và Châu Phi làm tình nguyện mỗi năm.
Ruby Rose công khai mình là người đồng tính nữ khi mới 12 tuổi. Thuở nhỏ, cô từng bị lạm dụng tình dục. Cô còn bị rối loạn lưỡng cực và trầm cảm lâm sàng.

### Phim
| Năm  | Phim                             | Vai            | Ghi chú    |
| ---- | -------------------------------- | -------------- | ---------- |
| 2013 | Around the Block                 | Hannah         |            |
| 2014 | Break Free                       | Herself        | Short film |
| 2016 | Sheep and Wolves                 | Bianca (voice) |            |
| 2016 | Resident Evil: The Final Chapter | Abigail        |            |
| 2017 | xXx: Return of Xander Cage       | Adele Wolff    |            |
| 2017 | John Wick: Chapter 2             | Ares           |            |
| 2017 | Pitch Perfect 3                  | Calamity       |            |
| 2018 | Meg                              | Jaxx Herd      |            |
| 2019 | John Wick: Chapter 3             | Ares           |            |

### Truyền hình
| Năm       | Phim                          | Vai                  | Ghi chú                     |
| --------- | ----------------------------- | -------------------- | --------------------------- |
| 2007–2011 | MTV Australia                 | Herself (Bản thân)   | MTV VJ                      |
| 2008      | Good News Week                | Herself              | Guest (Khách mời)           |
| 2009      | Talkin' 'Bout Your Generation | Herself              | Guest                       |
| 2009–2010 | 20 to 1                       | Herself              | 2 EP                        |
| 2009      | Rove                          | Herself              | Guest                       |
| 2009      | Australia's Next Top Model    | Herself              | Guest Judge/ Co-Host        |
| 2009      | MTV Australia Awards 2009     | Herself              | Host (Red Carpet)           |
| 2009–2011 | The Project                   | Herself              | Co-Host                     |
| 2010      | Ultimate School Musical       | Herself              | Host                        |
| 2010      | 52nd Logies Awards            | Herself              | Host (Red Carpet)           |
| 2010      | Vancouver Winter Olympics     | Herself              | Host (Foxtel)               |
| 2013      | Mr & Mrs Murder               | Herself              | Guest/ Season 1, EP 1       |
| 2015      | Dark Matter                   | Wendy                | Guest/ Season 1, EP 7       |
| 2015–2016 | Orange Is the New Black       | Stella Carlin        | Recurring Role / Season 3-4 |
| 2015      | Conan                         | Herself              | Guest                       |
| 2015      | 2015 MTV Europe Music Awards  | Herself              | Co-Host                     |
| 2017      | The Ellen DeGeneres Show      | Herself              | Guest                       |
| 2017      | Jimmy Kimmel Live!            | Herself              | Guest                       |
| 2017      | Lip Sync Battle               | Herself              | Contestant                  |
| 2018      | Supregirl                     | Kate Kane / Batwoman | Guest                       |
| 2018      | Arrow                         | Kate Kane / Batwoman | Guest                       |
| 2018      | The Flash                     | Kate Kane / Batwoman | Guest                       |
| 2019      | Batwoman                      | Kate Kane / Batwoman | Vai chính                   |

### Video âm nhạc
| Năm  | Tên                            | Vai           | Ghi chú          |
| ---- | ------------------------------ | ------------- | ---------------- |
| 2011 | Boys Like You bởi 360          | Love interest |                  |
| 2016 | On Your Side bởi The Veronicas | Love interest | Wrote & directed |
| 2016 | My Baby bởi Russ               | Bản thân      |                  |